# Francisco Tadeo Diez de Medina y Mena
Francisco Tadeo Diez de Medina y Mena (La Paz, 1719 - ibid. ¿?) fue alcalde de la ciudad de La Paz en dos ocasiones, se lo conoce por ser el más acaudalado comerciante y terrateniente de la Intendencia de La Paz a finales del siglo XVIII. 

## Biografía
Francisco Tadeo nació en La Paz el 6 de noviembre de 1719 y bautizado el 6 de febrero de 1720, fue hijo de Hermenegildo Diez de Medina y de Paula de Mena y Contreras, según consta en el registro de la Iglesia de San Agustín. Su padre gozaba de una acomodada situación económica debida al comercio y fue listado como noble en 1747.
El 3 de julio de 1752 se casó con Antonia de Ulloa y Soliz, hija de Diego Gregorio de Ulloa y Soliz, Caballero de Calatrava y regidor perpetuo del cabildo, y de María del Llano y Astorga. Ese año Francisco Tadeo declaraba tener una fortuna de 22000 pesos que consistían en bienes comerciales, su esposa por otro lado era considerada de mayor estirpe y de mejor condición económica. La dote de la novia se fijó en 10721 pesos que se debían pagar en tierras y dinero pero solamente se llegó a pagar 2250 pesos, sin embargo, este matrimonio le permitió a Francisco Tadeo emprender negocios bastante lucrativos con la familia de su esposa.
De la dote que recibió, fueron 500 pesos en dinero y el resto se pagó con la entrega de la hacienda Capire, cerca del pueblo de Laja. Era una propiedad con un importante rebaño de ovejas, pero éste fue retirado por su suegro antes de entregar la propiedad. Francisco Tadeo tuvo que invertir en comprar nuevos animales y mejorar la propiedad que recibió, es aquí donde empezó a invertir en la compra de otras propiedades en los valles de la región donde cultivó maíz y  vegetales.
Siendo un hombre de visión, Francisco Tadeo decidió invertir en la compra de tierras en la región de Chulumani, una zona que había sido poco explotada por el difícil acceso que tenía y el importante costo en el mantenimiento de las propiedades. Diez de Medina decidió arriesgarse y en 1756 compró la mitad de la hacienda Chicalulo por la suma de 4890 pesos, pero se trataban de tierras no trabajadas y tuvo que invertir varios miles de pesos más para conseguir tierras productivas.
Francisco Tadeo sabía que las tierras trabajadas producían grandes ganancias pero significaban también un elevado gasto en inversión, para esto intensificó sus actividades comerciales con la compra de productos europeos, ganado y diversos alimentos que distribuía en la ciudad de La Paz. También se introdujo en la política sabiendo que los cargos públicos generaban una buena fuente de ingresos, fue alcalde de La Paz en 1758 y 1762, corregidor interino en 1763 y en 1764 el virrey Manuel de Amat y Junyent lo nombró capitán de milicias.
En 1770 muere su suegro Diego Gregorio de Ulloa y Soliz, Francisco Tadeo pensaba conseguir grandes propiedades productivas por la herencia que recibiría su esposa, pero Antonia no recibió ninguna de las grandes propiedades aunque sí heredó una casa con varias tiendas en Coroico y las haciendas de Ipari, Husi, Parina Chica y Cielo Caguasi. En 1771 Francisco Tadeo logró comprar por la suma de 910 pesos el cargo de regidor perpetuo del cabildo que había quedado vacante por la muerte de su suegro.
Para 1773 ya era dueño de toda la propiedad de Chicalulo que le significó un costo de 9800 pesos, realizó nuevas inversiones en estas tierras y en 1780 la propiedad funcionaba siendo trabajada por 184 indígenas en estado de servidumbre que llegaban a producir anualmente 1500 cestos de coca, esto generaba una ganancia anual de 12000 pesos y se había elevado el valor de la propiedad a una suma de 65000 pesos, siendo la segunda propiedad más importante entre las haciendas de Diez de Medina.
Fue en la década de 1770 que decidió casar a sus hijas, principalmente por razones comerciales. La mayor, María Josefa, fue dotada con la enorme suma de 25000 pesos cuando se casó con Diego Carazo, éste recibió 8000 pesos en bienes comerciales y el resto se le iba a entregar a plazos, para 1792 Francisco Tadeo todavía debía debía pagar 5224 pesos. Las otras hijas, María del Carmen y Francisca Paula, recibieron cada una 10000 pesos en efectivo y 6000 pesos en joyas, esclavos, platería y vestidos, la primera recibió la hacienda Elena al casarse con el español Juan Fernando Iturralde y la segunda recibió la hacienda San Francisco de Paula del Monte al casarse con Fernando Retana. Arreglos parecidos tuvo para su hija María Antonia cuando se casó con Francisco Javier Eguino y recibió una dote total de 34.122 pesos. Francisco José mantuvo relaciones comerciales con todos sus yernos y muchas veces invirtió con ellos mayor cantidad de dinero que el entregado en las dotes de sus hijas.
En el caso de sus hijos varones, Juan José y Tadeo Antonio, los envió a España para completar su educación. Solicitó a su primo Francisco Tadeo Díez de Medina que velara por ellos en el viaje y durante su estadía en Europa. Se conoce que la estadía y la educación de cada uno le costaba a Francisco Tadeo la suma de 4000 pesos anuales. En su esfuerzo porque sus descendientes tuvieran una mejor educación y mayores contactos logró que ambos hijos estudiasen en el Seminario de Nobles de Madrid, les dotó de casi 24000 pesos a cada uno para que puedan pagar una vida en la corte del rey, estos esfuerzos fueron reconocidos cuando ambos hijos fueron nombrados Caballeros de la Orden de Carlos III.
Durante la rebelión de Túpac Katari en 1781, Diez de Medina combatió contra los rebeldes en Pacajes y Sica Sica, también hizo donaciones de hasta 2100 pesos al tesoro de la ciudad de La Paz para mejorar sus defensas y resistir el cerco indígena.
En 1786 Francisco Tadeo figura como viudo y realizó los arreglos para un segundo matrimonio con Manuela Mirelles, natural de Tacna, el 23 de junio de ese año. Diez de Medina realizó los arreglos pertinentes para que su nueva esposa recibiera como herencia una casa detrás de la catedral, varias tiendas en la calle Comercio y parte de la hacienda Pallina en las cercanías de Laja. Estos arreglos fueron disputados por los nietos de Francisco Tadeo y finalmente Manuela Mirelles renunció a la hacienda y a las tiendas a cambio de recibir en propiedad el Tambo Quirquincho, actualmente un museo, que Mirelles consiguió arrendar a Mariano Cárdenas por la suma de 1000 pesos anuales.
Para 1787 Diez de Medina aparece como el tercer mayor hacendado de la Intendencia de La Paz, solo por detrás del convento de la concebidas y de José Valdés, Francisco Tadeo poseía 12 haciendas y 1324 indígenas en servidumbre. En la próxima década incrementaría sus propiedades llegando a poseer 15 haciendas con más de 1400 indígenas en servidumbre. Sus haciendas más productivas eran las de Chicalulo, Incapampa y Cedrumayo, fueron tan exitosa las inversiones que hizo que el valor estimado de su fortuna llegó a más de 400.000 pesos.
A pesar de la enorme fortuna acumulada, Francisco Tadeo pretendía mantener una vida sencilla y solamente tenía un mayordomo, dos lacayos y dos sirvientas en su casa principal en La Paz, desde donde manejaba sus negocios. Cuando su hijo mayor Juan José regresó de España en 1796, se dedicaron en conjunto a los negocios familiares.
No es posible establecer la fecha de la muerte de Francisco Tadeo Diez de Medina y Mena, todavía aparece activo en ciertos documentos entre 1803 y 1804, pero luego desaparece de la historia y son sus hijos los que toman el control de sus propiedades. Aunque trató de que sus hijos varones recibieran casi el 50% de su fortuna para que mantuvieran su alto estatus, lo cierto es que para 1829 ninguno de sus nietos había mantenido una posición tan significativa y eran todos propietarios medianos.

## Descendencia
Producto de su matrimonio con Antonia de Ulloa y Soliz tuvo la siguiente descendencia
- María Josefa, casada con Diego Fernando Carazo. Sin descendencia.
- Juan José, casado con Francisca Ugarte, tuvo una hija de nombre María de la Concepción. Murió en 1814.
- Tadeo Antonio, al no haber tenido hijos legó toda su herencia sus sobrinos.
- Francisca Paula, se casó con Fernando Retana, quedó viuda y volvió a casarse con Francisco Guillén con quien tuvo un hijo de nombre Protasio.
- María de Carmen, casada con Juan Fernando Iturralde, tuvieron dos hijas de nombres María Rafaela y Ana María.
- María Antonia, casada con Francisco Javier Eguino, tuvieron una hija de nombre Vicenta que fue una destacada revolucionaria a inicios del siglo XIX.
- María Magdalena, ingresó al Convento de las Concebidas en 1786,[7] su padre hizo arreglos para que recibiera una renta de 1500 pesos anuales.